# Alecu Reniță
Alecu Reniță (n. 8 noiembrie 1954, Abaclia, Basarabeasca) este un ecolog, ziarist și om politic din Republica Moldova, deputat în perioada 1990-1994. Este președintele Mișcării ecologiste din Moldova.

## Biografie
Alecu Reniță s-a născut în satul Abaclia, județul Basarabeasca, pe atunci în RSS Moldovenească. A urmat studii în domeniul jurnalismului și și-a dedicat cariera activității publice și editoriale. A fost deputat în Parlamentul Republicii Moldova în două legislaturi: 1990–1994 și 1998–2001, perioade în care a susținut valorile democratice și afirmarea identității naționale românești.

## Activitate jurnalistică, editorială și civică
Este director al revistei ecologiste „Natura”, una dintre cele mai longevive publicații de profil din Republica Moldova. Sub conducerea sa, revista a promovat constant protejarea mediului, educația ecologică și valorile identitare românești. De asemenea, este președintele Mișcării Ecologiste din Moldova.
A publicat numeroase editoriale în care denunță influența geopolitică a Rusiei asupra Republicii Moldova. A promovat constant ideea unirii celor două state românești, considerând că aceasta este „șansa reală a Republicii Moldova”. A luat poziții publice ferme împotriva curentului „moldovenist”, pe care îl consideră o construcție artificială și o armă a războiului hibrid dus de Federația Rusă împotriva spațiului românesc.
I-a îndemnat pe cetățenii Republicii Moldova să voteze pentru integrarea europeană la referendumul din 20 octombrie 2024.

## Premii și distincții
Alecu Reniță a fost decorat cu Ordinul Republicii, cea mai înaltă distincție de stat a Republicii Moldova, și cu Ordinul de Onoare pentru merite deosebite în promovarea valorilor democratice, ecologice și identitare.